# Erik Olsson (fotbollsspelare)
Erik Olsson, född 22 september 1995, är en svensk före detta fotbollsspelare och innebandyspelare.
Olssons moderklubb är Hagaströms SK. Han gjorde tre inhopp för Gefle IF i Allsvenskan 2014. I november 2014 förlängde Olsson sitt kontrakt med tre år. I juni 2015 meddelades det att Olsson skulle ta en paus från fotbollen på grund av magproblem.
Olsson fick avsluta sin fotbollskarriär men började istället spela innebandy för Valbo AIF i division 4. I januari 2016 gick han till Svenska Superligan-klubben Gävle GIK. Olsson debuterade i högstaligan den 27 januari 2016 mot IBF Falun.